# Coenagrion brevicauda
Coenagrion brevicauda là một loài chuồn chuồn kim trong họ Coenagrionidae.
Coenagrion brevicauda được Bartenev miêu tả khoa học năm 1956.